# Marc Anthony Ibrahim
Marc Anthony Ibrahim (* 5. Dezember 2002) ist ein libanesischer Hürdenläufer, der sich auf die 400-Meter-Distanz spezialisiert hat und in dieser Disziplin aktuell Inhaber des libanesischen Landesrekordes ist.

## Sportliche Laufbahn
Erste Erfahrungen bei internationalen Meisterschaften sammelte Marc Anthony Ibrahim im Jahr 2021, als er bei den U20-Weltmeisterschaften in Nairobi mit 51,90 s im Halbfinale über 400 m Hürden ausschied. Im Jahr darauf belegte er bei den U23-Mittelmeer-Meisterschaften in 52,17 s den fünften Platz und 2023 schied er bei den U23-Mittelmeer-Hallenmeisterschaften in Valencia mit 50,15 s in der Vorrunde im 400-Meter-Lauf aus. Im April gewann er bei den Westasienmeisterschaften in Doha in 51,19 s die Bronzemedaille über 400 m Hürden hinter den Katari Ismail Doudai Abakar und Bassem Hemeida und anschließend wurde er bei den Arabischen U23-Meisterschaften in Radès in 48,03 s Fünfter über 400 Meter und verpasste im Hürdenlauf mit 51,62 s den Finaleinzug. Daraufhin belegte er bei den Arabischen Meisterschaften in Marrakesch in 51,39 s den fünften Platz über 400 m Hürden und kam über die Flachdistanz mit 48,41 s nicht über den Vorlauf hinaus. Daraufhin schied er bei den Asienmeisterschaften in Bangkok mit 51,22 s im Halbfinale über 400 m Hürden aus. Im August belegte er bei den Spielen der Frankophonie in Kinshasa in 50,95 s den vierten Platz über 400 m Hürden und gewann mit der libanesischen 4-mal-400-Meter-Staffel in 3:11,74 min die Bronzemedaille hinter den Teams aus Marokko und dem Senegal. Kurz darauf schied er bei den Weltmeisterschaften in Budapest mit 50,62 s in der ersten Runde aus, ehe er im Oktober bei den Asienspielen in Hangzhou mit neuem Landesrekord von 50,23 s den Finaleinzug verpasste. Im Jahr darauf siegte er bei den U23-Mittelmeer-Meisterschaften in Ismailia in 46,92 s über 400 Meter sowie in 49,49 s auch über 400 m Hürden. Anschließend siegte er auch bei den Arabischen U23-Meisterschaften ebendort in 49,94 s über 400 m Hürden und gewann über 400 Meter in 47,35 s die Bronzemedaille. 2025 belegte er bei den Arabischen Meisterschaften in Oran in 47,21 s den vierten Platz über 400 Meter und gewann im Hürdenlauf in 50,07 s die Silbermedaille hinter dem Katarer Abderrahman Samba. Anschließend belegte er bei den Asienmeisterschaften in Gumi in 50,56 s den sechsten Platz und gelangte im Juli bei den World University Games in Bochum mit 50,05 s auf Rang fünf.
In den Jahren von 2021 bis 2025 wurde Ibrahim libanesischer Meister im 400-Meter-Hürdenlauf sowie 2024 und 2025 auch über 400 Meter.

## Persönliche Bestzeiten
- 400 Meter: 46,92 s, 18. Mai 2024 in Ismailia
  - 400 Meter (Halle): 47,88 s, 22. Februar 2025 in Istanbul
- 400 m Hürden: 49,23 s, 21. Juli 2024 in Beirut (libanesischer Rekord)